# Château du Quelennec
Ne doit pas être confondu avec Château du Quélennec.
Le château du Quelennec est un édifice situé à Languidic, en France.

## Situation
Le château est situé sur le territoire de la commune de Languidic, au lieu-dit le Quelennec, dans le département du Morbihan, en région Bretagne.

## Description
Le château date du XVIIe siècle, construction selon un plan régulier en granite, édifice à un étage carré, élévation à travées. Toiture à longs pans recouverte en ardoises, croupe, noue . Escalier hors-œuvre.

## Histoire
Le château est inscrit à l'inventaire général du patrimoine culturel.